# Sainte-Rose-de-Watford
Sainte-Rose-de-Watford es un municipio canadiense situado en la provincia de Quebec.

## Superficie
Sainte-Rose-de-Watford tiene una superficie de 115,13 km².

## Demografía
En 2021, tenía 740 habitantes, una densidad poblacional de 6,4 hab./km², y 399 viviendas.